# Susan Hefuna
Susan Hefuna (arabe: سوزان حفونه), née en 1962, est une artiste visuel germano-égyptienne qui travaille en utilisant une variété de médias, dont le dessin, la photographie, la sculpture, l'installation, la vidéo et la performance. 

## Biographie
Hefuna est née en Égypte, au Caire en 1962, d'un père égyptien et d'une mère allemande,. Elle passe les huit premières années de sa vie en Égypte, puis vit à Graz, en Autriche, sa mère se rapprochant de sa famille. En 1992, elle obtient un diplôme d'études supérieures de l'Institut des Nouveaux Médias à l'École Städel de Francfort-sur-le-Main, en Allemagne, avec Peter Weibel.
Dans son travail, elle relie ses racines égyptiennes et allemandes, utilisant l'imagerie urbaine, la typographie et les traditions de ces deux univers pour construire un pont entre les deux cultures. « Il serait simpliste d'affirmer que l'œuvre de Hefuna naît de l'espace infranchissable entre ses deux identités culturelles, mais ce ne serait pas faux »,. Les dessins de Hefuna utilisent généralement de l'encre de Chine pour les œuvres comportant plus d'une couche ; pour les œuvres d'une seule couche, elle utilise habituellement l'aquarelle. Un thème récurrent dans son travail est la Moucharabieh, ce dispositif en treillis de bois ou de pierre qui caractérise l'architecture égyptienne traditionnelle et qui servait essentiellement à dérober les femmes aux regards,,.  
Ces ouvertures grillagées de l’architecture islamique apparaissent pour la première fois dans ses dessins en 1990 et dans ses photographies prises avec un appareil photo à sténopé. L'œuvre de Hefuna est exposée en 2001 à la South African National Gallery dans la Ville du Cap. En 2008, elle consacre une exposition personnelle de son travail, aux Serpentine Galleries, à des œuvres qui s'inspire fortement des soulèvements du Printemps arabe. En 2009, une partie de ses dessins à l'encre et au crayon sur papier calque sont exposés dans les salles Giardini et Arsenale de Fare Mondi, à la 53e Biennale de Venise. En 2014, son travail est présent dans le cadre de l'exposition Here and Elsewhere au New Museum of Contemporary Art de New York, à la Biennale de Charjah, à la Galerie Townhouse du Caire, à Londres et à Vienne.
Dans une analyse de l'exposition de SusanHefuna, Navigation X Cultural, à la South African National Gallery du Cap, la critique d'art sud-africaine Tracy Murinik déclare en 2001 : « Hefuna articule un réseau complexe de références physiques dans sa construction de cette immense et tout à fait étonnante structure en bois de palmier », et fait l'éloge de ses « dessins d'une densité immaculée » et de ses « impressions numériques et photographies audacieuses ».
Elle vit et travaille entre Le Caire,l'Égypte et l'Allemagne.

## Distinctions
En 1998, elle reçoit le Prix international de la Biennale du Caire. En 2013, elle se voit décerner le Prix de dessin contemporain de la Fondation Guerlain à Paris.

## Commandes publiques
En 2012, dans le cadre d'une commande publique, elle a réalisé pour la Chalcographie du Louvre une gravure à l'aquatinte intitulée Fenêtre.